# اچ‌ام‌اس ریلاینس (۱۷۹۳)
اچ‌ام‌اس ریلاینس (۱۷۹۳) (به انگلیسی: HMS Reliance (1793)) یک کشتی بود که طول آن ۹۰ فوت (۲۷ متر) بود. این کشتی در سال ۱۷۹۳ ساخته شد.